# Snoopy a Charlie Brown. Peanuts ve filmu
Snoopy a Charlie Brown. Peanuts ve filmu (v anglickém originále The Peanuts Movie) je počítačově animovaný film z roku 2015 od 20th Century Fox, režírovaný Stevem Martinem.

## Děj
Snoopy se vydává na svou největší misi, když se se svým týmem vydává na oblohu a sleduje svého úhlavního nepřítele, zatímco jeho nejlepší kamarád Charlie Brown začíná své vlastní epické pátrání.

## Obsazení
| Noah Schnapp         | Charlie Brown |
| Bill Meléndez        | Snoopy        |
| Hadley Belle Miller  | Lucy van Pelt |
| Mariel Sheets        | Sally Brown   |
| Anastasia Bredikhina | Patty         |
| Noah Johnston        | Schroeder     |
| Rebecca Bloom        | Marcie        |
| Marleik Walker       | Franklin      |